# Nina Girado

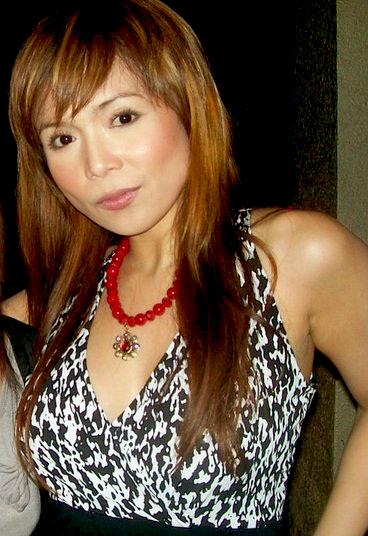
Nina Girado (2011)

Marifil Niña Girado (oder Nina) (* 1. November 1980 in Pasay City) ist eine philippinische Sängerin, die als Soul-Sirene bekannt wurde. Als Koloratursopran kann sie sowohl tiefe als auch hohe Töne im Pfeifregister wiedergeben. 

## Leben
Marifil Niña Girado wuchs in Quezon City auf und hat drei Geschwister. Derzeit ist sie eine der bekanntesten Sängerinnen der Philippinen. 

### Weg zum Erfolg
Ihr Vater, Filbert, ist ein Mitglied des Bayanihan Boy’s Choir und ihre Mutter, Maria Daulet, spielt Klavier. Ab ihrem fünften Lebensjahr hatte sie Gesangsunterricht. 
Sie war sieben Wochen lang Gewinner des Gesangswettbewerbes Tanghalan ng Kampeon. Zuvor sang sie ab und zu in Bars oder Clubs. Die Themata waren Liebe, Verlust, Leidenschaft und feurige Emotionen. In einem Interview mit einer philippinischen Jugendzeitung sagte sie, dass ihre Intention beim Singen das „Wecken von verschlafenen und müden Seelen“ sei.

## Audio/Video
- Foolish Heart, Video (Pfeifregister)
- Biyahe Tayo, Audio (2 Pfeiftöne)
- Still Gonna Be, Audio clip (Pfeifregister)
- Sayang Naman, Audio clip (Pfeifregister)
- I Don’t Want To Be Your Friend, Audio clip (Pfeifregister)
- Simula (whistle register) e4 „Ihr bis jetzt höchster Ton“

## Stimmumfang
- 5 Oktaven E–e4
- höchste note: e4
- tiefste note: E
- Stimmfach: Lyrischer Koloratursopran
- gesangliches Markenzeichen: Kann Koloraturpassagen singen.

## Diskographie
Heaven
- Erschienen 2002
- Singles:
  - Foolish Heart
  - Jealous
  - Loving You

Smile
- Erschienen 2003
- Singles:
  - Smile
  - A Girl Can Dream
  - Can’t Say I Love You

LIVE!
- Erschienen 2005
- Singles:
  - Love Moves In Mysterious Ways
  - Burn (feat. Christian Bautista)
  - Constantly
  - Sweet Thing
  - Stay (With Me)
  - Through The Fire